# Yair Nossovsky
Yair Nossovsky, né le 29 juin 1937, est un footballeur international israélien, évoluant au poste de gardien de but.

## Carrière
Nossovsky joue durant toute sa carrière à l'Hapoël Kfar Sabah. Avec cette équipe, il remporte une Coupe d'Israël en 1975.
Avec l'équipe nationale, il joue deux matchs. Son premier match est un match de qualification à la Coupe du monde 1966 face à la Bulgarie. Nossovsky est sélectionné pour la Coupe du monde 1970 où il doit se contenter d'un rôle de doublure, derrière Yitzhak Vissoker. Les israéliens sont éliminés dès le premier tour.

## Palmarès
- Vainqueur de la Coupe d'Israël en 1975 avec l'Hapoël Kfar Sabah